# NGC 6262
NGC 6262 (również PGC 59363) – galaktyka soczewkowata (S0), znajdująca się w gwiazdozbiorze Smoka. Odkrył ją Lewis A. Swift 23 października 1886 roku.